# După Deal (gmina Iclănzel)
După Deal – wieś w Rumunii, w okręgu Marusza, w gminie Iclănzel. W 2011 roku liczyła 16 mieszkańców.